# Oakland Coliseum (station)
Oakland Coliseum is een station in de Amerikaanse plaats Oakland (Californië), naast het gelijknamige stadion. Het station werd geopend op 29 januari 1973 als onderdeel van de Richmond-Fremont Line van BART. Sinds 6 juni 2005 ligt er een derde spoor met perron naast de sporen van Union Pacific Railroad en stoppen ook de treinen van de Capitol Corridor op het station. De Coast Starlight van Amtrak passeert het station echter zonder te stoppen. Op 21 november 2014 werd de busdienst naar de internationale luchthaven van Oakland vervangen door de Coliseum-Oakland International Airport Line.

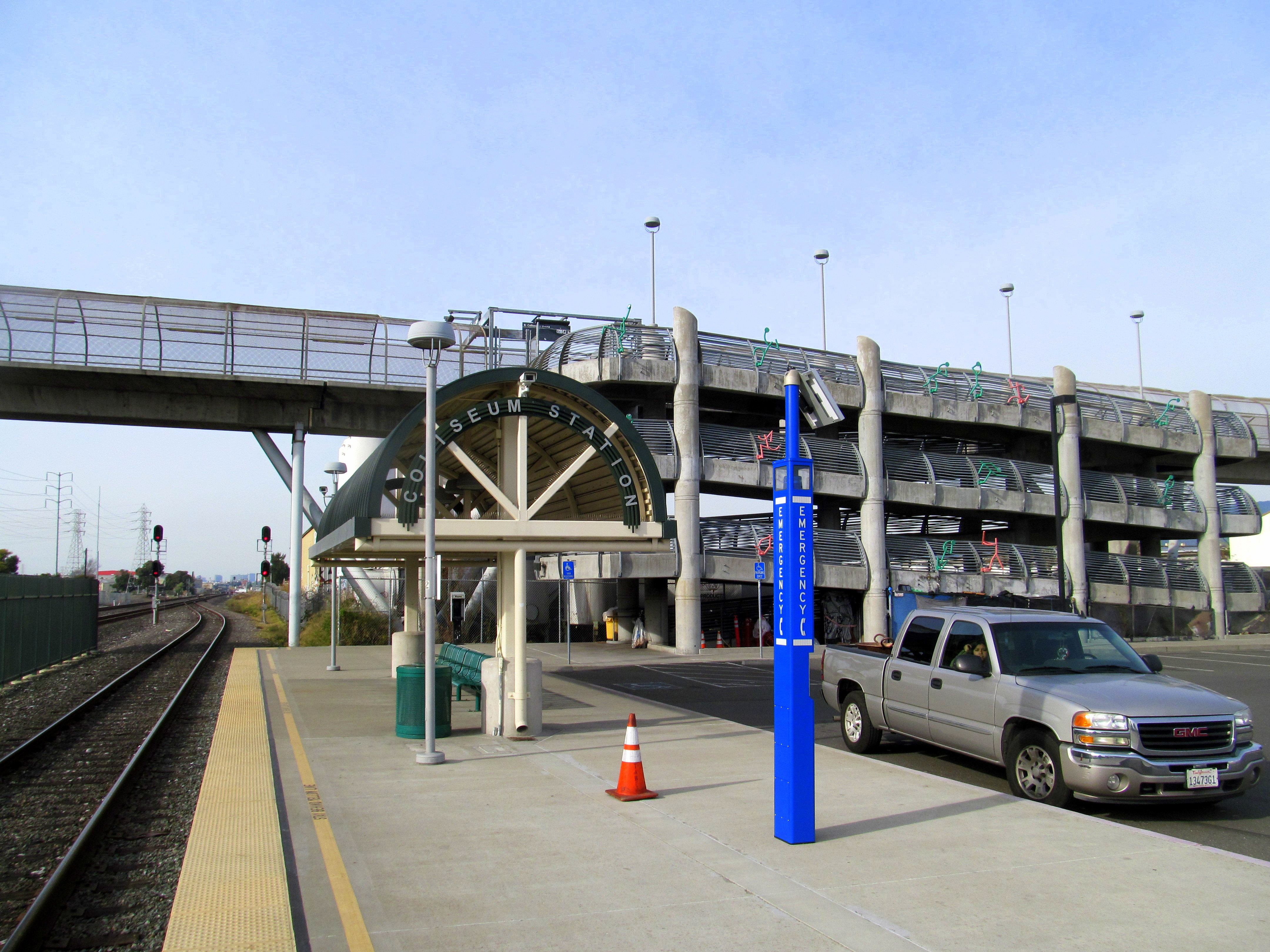
Het Amtrak perron
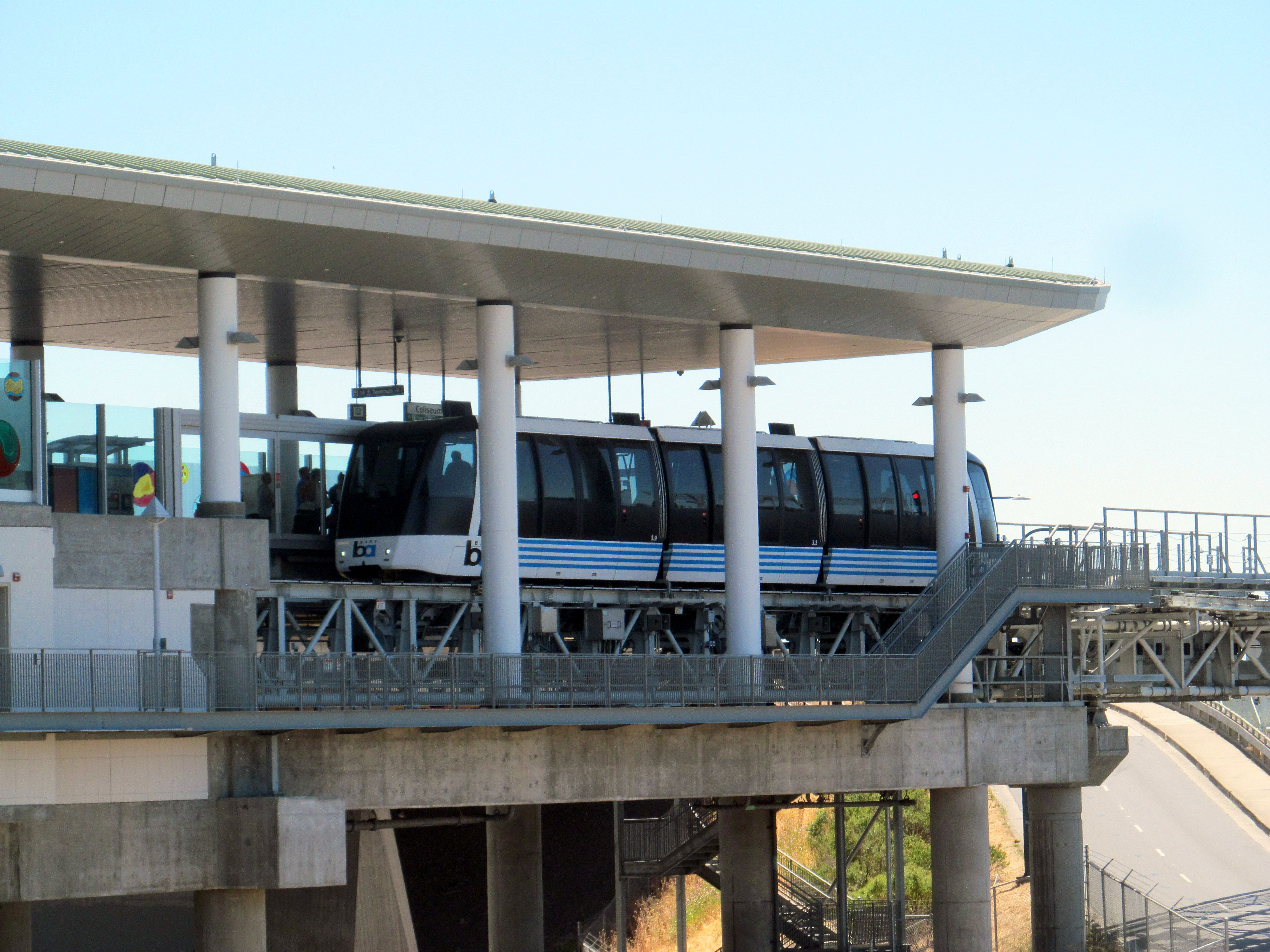
Coliseum-Oakland International Airport Line
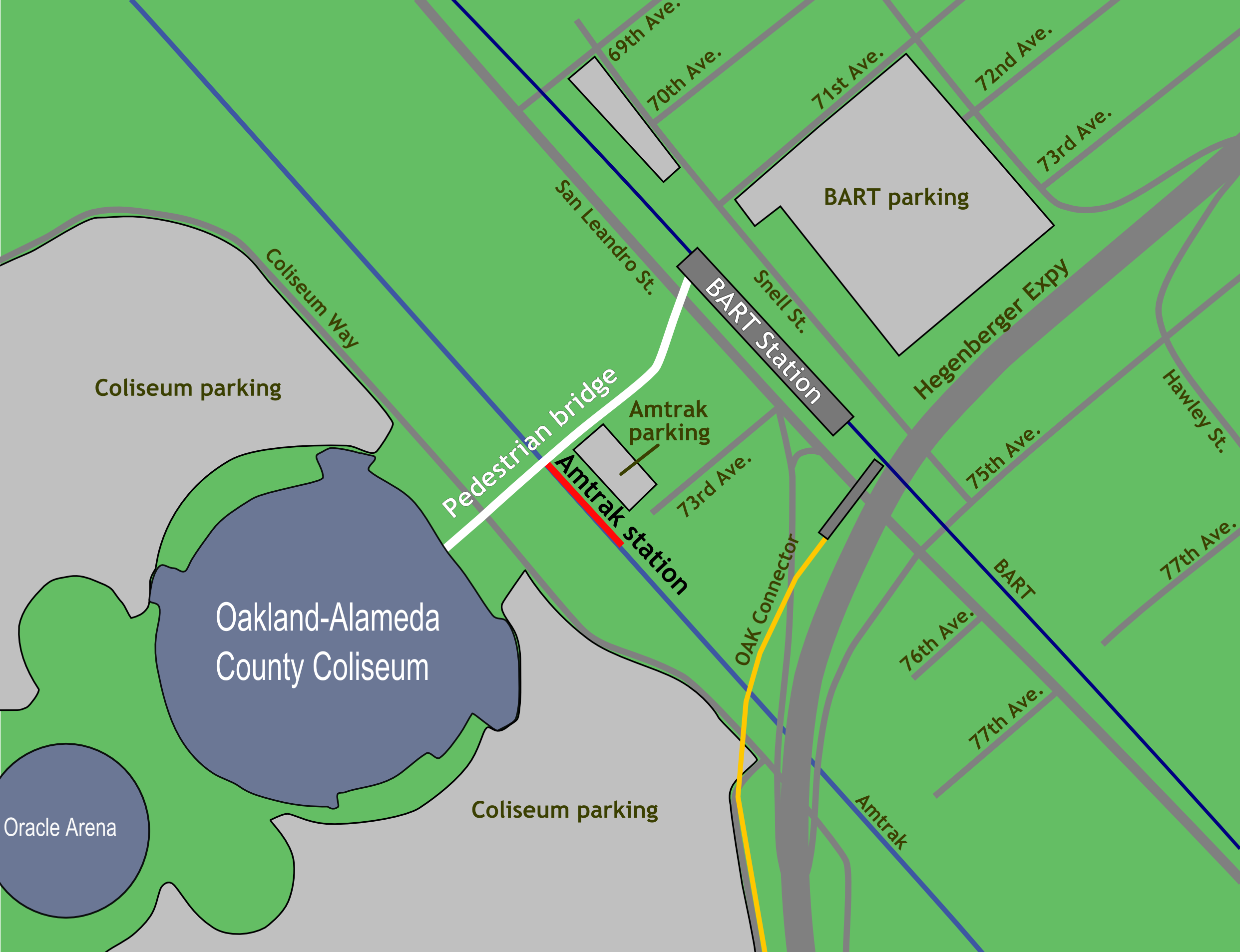
Het station en omgeving